# ICab
iCab è un browser shareware per Mac, uscito nel 1999 e tuttora in sviluppo.
Ha numerose funzioni che oggi possono essere scontate su un browser ma quando uscì erano totalmente nuove (come la barra degli strumenti personalizzabile o il Kiosk mode) ed è stato il primo browser per Mac a superare l'Acid Test. Esiste anche una versione per iPhone (iCab Mobile).
Nasce come evoluzione di CAB, un browser sviluppato dallo stesso autore per i computer Atari e compatibili.